# Dorothy Venning
Dorothy Mary Venning (15 de janeiro de 1885–1942) foi uma artista e escultora britânica.

## Biografia
Venning nasceu em Camberwell, em Londres, onde o seu pai era professor. Ela foi educada na Mary Datchelor School em Camberwell Grove antes de frequentar o Bishop Otter College em Chichester. Venning produziu esculturas de bronze e também pintou retratos e miniaturas. Entre 1916 e 1936 expôs esculturas e miniaturas na Royal Academy de Londres.